# Diadelia dujardini
Diadelia dujardini là một loài bọ cánh cứng trong họ Cerambycidae.